# Frate Silvestro
Silvestro (fl. XIII secolo) è stato un religioso italiano tra i primissimi compagni di Francesco d'Assisi..
Fu canonico della cattedrale di San Rufino e parroco di San Damiano in Assisi, citato da Dante nella Divina Commedia:
Scalzasi Egidio, scalzasi Silvestro

dietro a lo sposo, sì la sposa piace.»
(Dante Alighieri, Divina Commedia, Paradiso, canto XI, vv. 82-84)